# 海南沟瓣
海南沟瓣（学名：Glyptopetalum fengii）是卫矛科沟瓣属的植物，为中国的特有植物。分布在中国大陆的海南等地，多生于平地瘠土林中，目前尚未由人工引种栽培。

## 异名
- Euonymus fengii Chun et How